# Distretto di Sak Lek
Il distretto di Sak Lek (in thailandese: สากเหล็ก) è un distretto (amphoe) della Thailandia, situato nella provincia di Phichit.